# Küchensprache

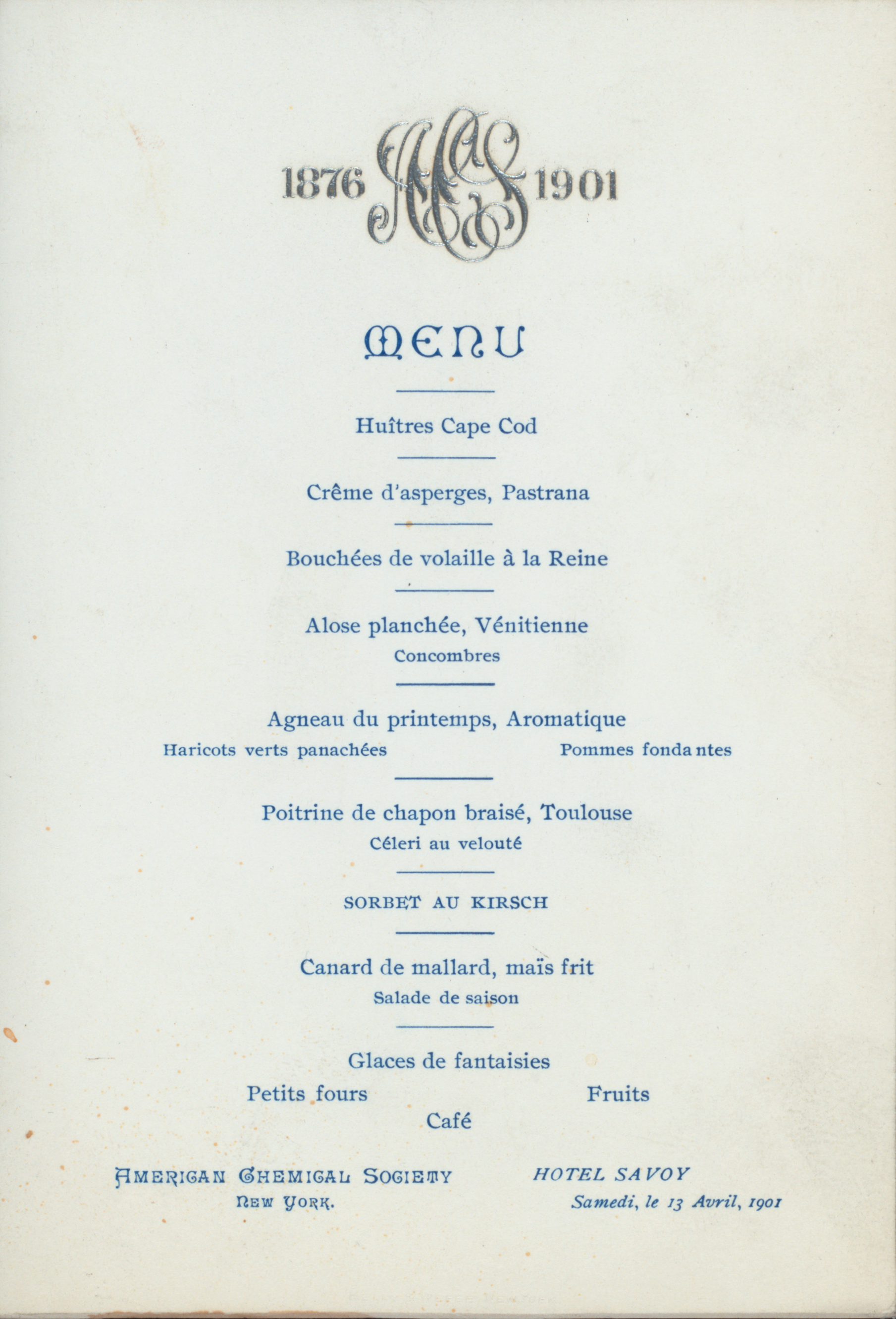
Menükarte mit französischen Fachbegriffen (USA, um 1900)

Die Küchensprache (auch Küchenfachsprache) ist eine Fachsprache in der Gastronomie. Die Sprache der feinen französischen Küche hat sich in vielen westlichen Ländern durchgesetzt, auch in den englischsprachigen.
Die französische Küchensprache wird innerhalb des Berufsunterrichts als Fachsprache gelehrt und als Fachwissen gehandhabt. Sie ist historisch begründet und wird eingesetzt, um z. B. die Posten der Küchenbrigade sowie Arbeitstechniken und Gerichte zu benennen. Französische Küchensprache wird ohne ein berufsübergreifendes Schulfach Französisch angeboten. Die Anwendung und korrekte Aussprache der gastronomischen Terminologie sind Bestandteil der Ausbildung der Köche.
Der Begriff Küchensprache wurde vom Sprachforscher Campe um 1800 in sein Woerterbuch der Deutschen Sprache aufgenommen.  Darüber hinaus haben sich auch ländertypische Küchensprachen entwickelt, so etwa in der österreichischen Küche, die im Rahmen der Habsburger-Monarchie Impulse aus allen Kronländern erfuhr, aus denen sich auch die typisch österreichische Küchensprache herausgebildet hat.